# Merenius yemenensis
Merenius yemenensis är en spindelart som beskrevs av Denis 1953. Merenius yemenensis ingår i släktet Merenius och familjen flinkspindlar. Inga underarter finns listade i Catalogue of Life.